# تصفيات كأس العالم 2022 (إفريقيا)
التصفيات الإفريقية المؤهلة إلى كأس العالم لكرة القدم 2022 في قطر، ستتأهل من خلالها خمس منتخبات أفريقية.
تم تقسيم التصفيات على ثلاث جولات :
1-الدور التمهيدي التي تلعب فيه الفرق المصنفة من 26-54 وفق تصنيف الفيفا لشهر فبراير مع بعضها مباراة ذهاب وإياب والفائزون ال14 يتأهلون إلى دور المجموعات .
2-دور المجموعات وفيه يقسم المتأهلون ال40 (26 تأهلوا مباشرة إلى هذه الجولة بالإضافة إلى 14 من الفائزين في الدور التمهيدي) إلى عشر مجموعات من أربع فرق ويتأهل بطل كل مجموعة إلى الدور الحاسم.
3-الدور الحاسم وفيه يتواجه كل فريقين بمباراتي ذهاب وإياب ويتأهل الفائزون الخمسة إلى كأس العالم .

## تقسيم المنتخبات
دخلت جميع اتحادات كرة القدم في أفريقيا الـ 54 التابعة للفيفا في التصفيات. واستخدم تصنيف الفيفا العالمي لشهر يوليو 2019 لتحديد الدول التي ستتنافس في الجولة الأولى. وستعتمد قرعتي الجولتين الثانية والثالثة، على أحدث تصنيف في موعد إجراء تلك القرعة.
تعرض المنتخب الليبي للتهديد بالإقصاء من التصفيات إذ فشل في سداد ديونه لمدربه السابق خافيير كليمنتي.  ولكنه قام بسداد ديونه في أثناء المهلة.
واجهت سيراليون أيضًا استبعادًا محتملاً من التصفيات بسبب تعليق اتحادها لكرة القدم.  ولكن التعليق رفع من قبل مجلس الفيفا في 3 يونيو 2019.
| تأهلوا مباشرة إلى الجولة الثانية (التصنيف من1 إلى 26) | ينافسون في الجولة الأولى (التصنيف من 27 إلى 53) |
| --- | --- |
| 1. السنغال (20) 2. تونس (29) 3. نيجيريا (33) 4. الجزائر (40) 5. المغرب (41) 6. مصر (49) 7. غانا (50) 8. الكاميرون (53) 9. جمهورية الكونغو الديمقراطية (56) 10. ساحل العاج (57) 11. مالي (59) 12. بوركينا فاسو (61) 13. جنوب إفريقيا (70) 14. غينيا (75) 15. الرأس الأخضر (76) 16. أوغندا (80) 17. زامبيا (81) 18. بنين (82) 19. الغابون (90) 20. الكونغو (91) 21. مدغشقر (96) 22. النيجر (104) 23. ليبيا (105) 24. موريتانيا (106) 25. كينيا (107) 26. جمهورية إفريقيا الوسطى (111) | 1. زيمبابوي (112) 2. سيراليون (114) 3. موزمبيق (116) 4. ناميبيا (121) 5. أنغولا (122) 6. غينيا بيساو (123) 7. مالاوي (126) 8. توغو (128) 9. السودان (129) 10. رواندا (133) 11. تنزانيا (137) 12. غينيا الاستوائية (139) 13. جزر القمر (146) 14. بوتسوانا (147) 15. بوروندي (148) 16. إثيوبيا (150) 17. ليبيريا (152) 18. موريشيوس (157) 19. غامبيا (161) 20. جنوب السودان (169) 21. تشاد (175) 22. ساو تومي وبرينسيب (185) 23. سيشل (192) 24. جيبوتي (197) 25. الصومال (199) 26. إرتريا (201) |

## مواعيد المباريات
هذا هو جدول جولات المباريات الخاصة بتصفيات أفريقيا المؤهلة لكأس العالم 2022، وفقًا لتقويم الفيفا.  بعد تغيير موعد نهائيات كأس الأمم الأفريقية 2021 من يونيو / يوليو إلى يناير / فبراير، غيرت مواعيد الجولات 1-2 من الدور الثاني. بسبب مجيء جائحة كورونا توقفت المسابقة، وعدل موعد الجولتين الثانية والثالثة مرة أخرى وفي 19 أغسطس 2020 أعلن CAF المواعيد الجديدة للجولات المذكورة أعلاه.
| الجولة         | رقمها         | التاريخ                                                                                            |
| -------------- | ------------- | -------------------------------------------------------------------------------------------------- |
| الجولة الأولى  | مباراة الذهاب | 4–7 سبتمبر 2019                                                                                    |
| الجولة الأولى  | مباراة الإياب | 8–10 سبتمبر 2019                                                                                   |
| الجولة الثانية | المباراة 1    | 31 مايو – 15 يونيو 2021 (في الأصل 23–31 مارس ومن 1–9 يونيو 2020, 5–13 أكتوبر ومن 9–17 نوفمبر 2020) |
| الجولة الثانية | المباراة 2    | 31 مايو – 15 يونيو 2021 (في الأصل 23–31 مارس ومن 1–9 يونيو 2020, 5–13 أكتوبر ومن 9–17 نوفمبر 2020) |
| الجولة الثانية | المباراة 3    | 30 أغسطس – 7 سبتمبر 2021 (في الأصل 22–30 مارس 2021)                                                |
| الجولة الثانية | المباراة 4    | 30 أغسطس – 7 سبتمبر 2021 (في الأصل 22–30 مارس 2021)                                                |
| الجولة الثانية | المباراة 5    | 4–12 أكتوبر 2021 (المباراة 5 في الأصل 30 أغسطس – 7 سبتمبر 2021)                                    |
| الجولة الثانية | المباراة 6    | 4–12 أكتوبر 2021 (المباراة 5 في الأصل 30 أغسطس – 7 سبتمبر 2021)                                    |
| الجولة الثالثة | مباراة الذهاب | 8–16 نوفمبر 2021                                                                                   |
| الجولة الثالثة | مباراة الإياب | 8–16 نوفمبر 2021                                                                                   |

## الجولة الأولى
أجريت قرعة الجولة الأولى في 29 يوليو 2019 الساعة 12:00 بالتوقيت الشرقي (UTC + 2) ، في مقر الكاف في القاهرة ، مصر.
لعبت مباريات الذهاب في 4-7 سبتمبر، والإياب في 8 و 10 سبتمبر 2019.
| الفريق الأول      | إجم.         | الفريق الثاني    | مباراة الذهاب | مباراة الإياب |
| ----------------- | ------------ | ---------------- | ------------- | ------------- |
| إثيوبيا           | 1–1 (a)      | ليسوتو           | 0–0           | 1–1           |
| الصومال           | 2–3          | زيمبابوي         | 1–0           | 1–3           |
| إرتريا            | 1–4          | ناميبيا          | 1–2           | 0–2           |
| بوروندي           | 2–2 (0–3 ج.) | تنزانيا          | 1–1           | 1–1 (ب.و.إ.)  |
| جيبوتي            | 2–1          | إسواتيني         | 2–1           | 0–0           |
| بوتسوانا          | 0–1          | مالاوي           | 0–0           | 0–1           |
| غامبيا            | 1–3          | أنغولا           | 0–1           | 1–2           |
| ليبيريا           | 3–2          | سيراليون         | 3–1           | 0–1           |
| موريشيوس          | 0–3          | موزمبيق          | 0–1           | 0–2           |
| ساو تومي وبرينسيب | 1–3          | غينيا بيساو      | 0–1           | 1–2           |
| جنوب السودان      | 1–2          | غينيا الاستوائية | 1–1           | 0–1           |
| جزر القمر         | 1–3          | توغو             | 1–1           | 0–2           |
| تشاد              | 1–3          | السودان          | 1–3           | 0–0           |
| سيشل              | 0–10         | رواندا           | 0–3           | 0–7           |

## الجولة الثانية
المجموعة الأولى
| م | الفريق       | لعب | ف | ت | خ | أ.له | أ.ع | أ.ف | نقاط | التأهل                     |     | الجزائر | بوركينا فاسو | النيجر | جيبوتي |
| - | ------------ | --- | - | - | - | ---- | --- | --- | ---- | -------------------------- | --- | ------- | ------------ | ------ | ------ |
| 1 | الجزائر      | 6   | 4 | 2 | 0 | 25   | 4   | +21 | 14   | التقدم إلى المرحلة الثالثة |     | —       | 2–2          | 6–1    | 8–0    |
| 2 | بوركينا فاسو | 6   | 3 | 3 | 0 | 12   | 4   | +8  | 12   |                            |     | 1–1     | —            | 1–1    | 2–0    |
| 3 | النيجر       | 6   | 2 | 1 | 3 | 13   | 17  | −4  | 7    |                            | 0–4 | 0–2     | —            | 7–2    |        |
| 4 | جيبوتي       | 6   | 0 | 0 | 6 | 4    | 29  | −25 | 0    |                            | 0–4 | 0–4     | 2–4          | —      |        |

المجموعة الثانية
| م | الفريق           | لعب | ف | ت | خ | أ.له | أ.ع | أ.ف | نقاط | التأهل                     |     | تونس | غينيا الاستوائية | زامبيا | موريتانيا |
| - | ---------------- | --- | - | - | - | ---- | --- | --- | ---- | -------------------------- | --- | ---- | ---------------- | ------ | --------- |
| 1 | تونس             | 6   | 4 | 1 | 1 | 11   | 2   | +9  | 13   | التقدم إلى المرحلة الثالثة |     | —    | 3–0              | 3–1    | 3–0       |
| 2 | غينيا الاستوائية | 6   | 3 | 2 | 1 | 6    | 5   | +1  | 11   |                            |     | 1–0  | —                | 2–0    | 1–0       |
| 3 | زامبيا           | 6   | 2 | 1 | 3 | 8    | 9   | −1  | 7    |                            | 0–2 | 1–1  | —                | 4–0    |           |
| 4 | موريتانيا        | 6   | 0 | 2 | 4 | 2    | 11  | −9  | 2    |                            | 0–0 | 1–1  | 1–2              | —      |           |

المجموعة الثالثة
| م | الفريق                 | لعب | ف | ت | خ | أ.له | أ.ع | أ.ف | نقاط | التأهل                     |     | نيجيريا | الرأس الأخضر | ليبيريا | جمهورية إفريقيا الوسطى |
| - | ---------------------- | --- | - | - | - | ---- | --- | --- | ---- | -------------------------- | --- | ------- | ------------ | ------- | ---------------------- |
| 1 | نيجيريا                | 6   | 4 | 1 | 1 | 9    | 3   | +6  | 13   | التقدم إلى المرحلة الثالثة |     | —       | 1–1          | 2–0     | 0–1                    |
| 2 | الرأس الأخضر           | 6   | 3 | 2 | 1 | 8    | 6   | +2  | 11   |                            |     | 1–2     | —            | 1–0     | 2–1                    |
| 3 | ليبيريا                | 6   | 2 | 0 | 4 | 5    | 8   | −3  | 6    |                            | 0–2 | 1–2     | —            | 3–1     |                        |
| 4 | جمهورية إفريقيا الوسطى | 6   | 1 | 1 | 4 | 4    | 9   | −5  | 4    |                            | 0–2 | 1–1     | 0–1          | —       |                        |

المجموعة الرابعة
| م | الفريق     | لعب | ف | ت | خ | أ.له | أ.ع | أ.ف | نقاط | التأهل                     |     | الكاميرون | ساحل العاج | موزمبيق | مالاوي |
| - | ---------- | --- | - | - | - | ---- | --- | --- | ---- | -------------------------- | --- | --------- | ---------- | ------- | ------ |
| 1 | الكاميرون  | 6   | 5 | 0 | 1 | 12   | 3   | +9  | 15   | التقدم إلى المرحلة الثالثة |     | —         | 1–0        | 3–1     | 2–0    |
| 2 | ساحل العاج | 6   | 4 | 1 | 1 | 10   | 3   | +7  | 13   |                            |     | 2–1       | —          | 3–0     | 2–1    |
| 3 | موزمبيق    | 6   | 1 | 1 | 4 | 2    | 8   | −6  | 4    |                            | 0–1 | 0–0       | —          | 1–0     |        |
| 4 | مالاوي     | 6   | 1 | 0 | 5 | 2    | 12  | −10 | 3    |                            | 0–4 | 0–3       | 1–0        | —       |        |

المجموعة الخامسة
| م | الفريق | لعب | ف | ت | خ | أ.له | أ.ع | أ.ف | نقاط | التأهل                     |     | مالي | أوغندا | كينيا | رواندا |
| - | ------ | --- | - | - | - | ---- | --- | --- | ---- | -------------------------- | --- | ---- | ------ | ----- | ------ |
| 1 | مالي   | 6   | 5 | 1 | 0 | 11   | 0   | +11 | 16   | التقدم إلى المرحلة الثالثة |     | —    | 1–0    | 5–0   | 1–0    |
| 2 | أوغندا | 6   | 2 | 3 | 1 | 3    | 2   | +1  | 9    |                            |     | 0–0  | —      | 1–1   | 1–0    |
| 3 | كينيا  | 6   | 1 | 3 | 2 | 4    | 9   | −5  | 6    |                            | 0–1 | 0–0  | —      | 2–1   |        |
| 4 | رواندا | 6   | 0 | 1 | 5 | 2    | 9   | −7  | 1    |                            | 0–3 | 0–1  | 1–1    | —     |        |

المجموعة السادسة
| م | الفريق  | لعب | ف | ت | خ | أ.له | أ.ع | أ.ف | نقاط | التأهل                     |     | مصر | الغابون | ليبيا | أنغولا |
| - | ------- | --- | - | - | - | ---- | --- | --- | ---- | -------------------------- | --- | --- | ------- | ----- | ------ |
| 1 | مصر     | 6   | 4 | 2 | 0 | 10   | 4   | +6  | 14   | التقدم إلى المرحلة الثالثة |     | —   | 2–1     | 1–0   | 1–0    |
| 2 | الغابون | 6   | 2 | 1 | 3 | 7    | 8   | −1  | 7    |                            |     | 1–1 | —       | 1–0   | 2–0    |
| 3 | ليبيا   | 6   | 2 | 1 | 3 | 4    | 7   | −3  | 7    |                            | 0–3 | 2–1 | —       | 1–1   |        |
| 4 | أنغولا  | 6   | 1 | 2 | 3 | 6    | 8   | −2  | 5    |                            | 2–2 | 3–1 | 0–1     | —     |        |

المجموعة السابعة
| م | الفريق       | لعب | ف | ت | خ | أ.له | أ.ع | أ.ف | نقاط | التأهل                     |     | غانا | جنوب إفريقيا | إثيوبيا | زيمبابوي |
| - | ------------ | --- | - | - | - | ---- | --- | --- | ---- | -------------------------- | --- | ---- | ------------ | ------- | -------- |
| 1 | غانا         | 6   | 4 | 1 | 1 | 7    | 3   | +4  | 13   | التقدم إلى المرحلة الثالثة |     | —    | 1–0          | 1–0     | 3–1      |
| 2 | جنوب إفريقيا | 6   | 4 | 1 | 1 | 6    | 2   | +4  | 13   |                            |     | 1–0  | —            | 1–0     | 1–0      |
| 3 | إثيوبيا      | 6   | 1 | 2 | 3 | 4    | 7   | −3  | 5    |                            | 1–1 | 1–3  | —            | 1–0     |          |
| 4 | زيمبابوي     | 6   | 0 | 2 | 4 | 2    | 7   | −5  | 2    |                            | 0–1 | 0–0  | 1–1          | —       |          |

المجموعة الثامنة
| م | الفريق  | لعب | ف | ت | خ | أ.له | أ.ع | أ.ف | نقاط | التأهل                     |     | السنغال | توغو | ناميبيا | جمهورية الكونغو |
| - | ------- | --- | - | - | - | ---- | --- | --- | ---- | -------------------------- | --- | ------- | ---- | ------- | --------------- |
| 1 | السنغال | 6   | 5 | 1 | 0 | 15   | 4   | +11 | 16   | التقدم إلى المرحلة الثالثة |     | —       | 2–0  | 4–1     | 2–0             |
| 2 | توغو    | 6   | 2 | 2 | 2 | 5    | 6   | −1  | 8    |                            |     | 1–1     | —    | 0–1     | 1–1             |
| 3 | ناميبيا | 6   | 1 | 2 | 3 | 5    | 10  | −5  | 5    |                            | 1–3 | 0–1     | —    | 1–1     |                 |
| 4 | الكونغو | 6   | 0 | 3 | 3 | 5    | 10  | −5  | 3    |                            | 1–3 | 1–2     | 1–1  | —       |                 |

المجموعة التاسعة
| م | الفريق      | لعب | ف | ت | خ | أ.له | أ.ع | أ.ف | نقاط | التأهل                     |     | المغرب | غينيا بيساو | غينيا | السودان |
| - | ----------- | --- | - | - | - | ---- | --- | --- | ---- | -------------------------- | --- | ------ | ----------- | ----- | ------- |
| 1 | المغرب      | 6   | 6 | 0 | 0 | 20   | 1   | +19 | 18   | التقدم إلى المرحلة الثالثة |     | —      | 5–0         | 3–0   | 2–0     |
| 2 | غينيا بيساو | 6   | 1 | 3 | 2 | 5    | 11  | −6  | 6    |                            |     | 0–3    | —           | 1–1   | 0–0     |
| 3 | غينيا       | 6   | 0 | 4 | 2 | 5    | 11  | −6  | 4    |                            | 1–4 | 0–0    | —           | 2–2   |         |
| 4 | السودان     | 6   | 0 | 3 | 3 | 5    | 12  | −7  | 3    |                            | 0–3 | 2–4    | 1–1         | —     |         |

المجموعة العاشرة
| م | الفريق                      | لعب | ف | ت | خ | أ.له | أ.ع | أ.ف | نقاط | التأهل                     |     | جمهورية الكونغو الديمقراطية | بنين | تنزانيا | مدغشقر |
| - | --------------------------- | --- | - | - | - | ---- | --- | --- | ---- | -------------------------- | --- | --------------------------- | ---- | ------- | ------ |
| 1 | جمهورية الكونغو الديمقراطية | 6   | 3 | 2 | 1 | 9    | 3   | +6  | 11   | التقدم إلى المرحلة الثالثة |     | —                           | 2–0  | 1–1     | 2–0    |
| 2 | بنين                        | 6   | 3 | 1 | 2 | 5    | 4   | +1  | 10   |                            |     | 1–1                         | —    | 0–1     | 2–0    |
| 3 | تنزانيا                     | 6   | 2 | 2 | 2 | 6    | 8   | −2  | 8    |                            | 0–3 | 0–1                         | —    | 3–2     |        |
| 4 | مدغشقر                      | 6   | 1 | 1 | 4 | 4    | 9   | −5  | 4    |                            | 1–0 | 0–1                         | 1–1  | —       |        |

## المرحلة الثالثة
| الفريق الأول                | إجم.         | الفريق الثاني | مباراة الذهاب | مباراة الإياب |
| --------------------------- | ------------ | ------------- | ------------- | ------------- |
| مصر                         | 1–1 (1–3 ج.) | السنغال       | 1–0           | 0–1 (ب.و.إ.)  |
| الكاميرون                   | 2–2 (أ.خ.د)  | الجزائر       | 0–1           | 2–1 (ب.و.إ.)  |
| غانا                        | 1–1 (أ.خ.د)  | نيجيريا       | 0–0           | 1–1           |
| جمهورية الكونغو الديمقراطية | 2–5          | المغرب        | 1–1           | 1–4           |
| مالي                        | 0–1          | تونس          | 0–1           | 0–0           |

## المنتخبات المتأهلة
تأهلت المنتخبات الخمسة التالية من CAF إلى البطولة النهائية.
| المنتخب   | طريقة التأهل                                            | تاريخ التأهل | المشاركات السابقة في كأس العالم FIFA         |
| --------- | ------------------------------------------------------- | ------------ | -------------------------------------------- |
| غانا      | الفائز تصفيات كأس العالم 2022 – أفريقيا المرحلة الثالثة | 29 مارس 2022 | 3 (2006، 2010، 2014)                         |
| السنغال   | الفائز تصفيات كأس العالم 2022 – أفريقيا المرحلة الثالثة | 29 مارس 2022 | 2 (2002، 2018)                               |
| تونس      | الفائز تصفيات كأس العالم 2022 – أفريقيا المرحلة الثالثة | 29 مارس 2022 | 5 (1978، 1998، 2002، 2006، 2018)             |
| المغرب    | الفائز تصفيات كأس العالم 2022 – أفريقيا المرحلة الثالثة | 29 مارس 2022 | 5 (1970، 1986، 1994، 1998، 2018)             |
| الكاميرون | الفائز تصفيات كأس العالم 2022 – أفريقيا المرحلة الثالثة | 29 مارس 2022 | 7 (1982، 1990، 1994، 1998، 2002، 2010، 2014) |